# Blenheim Bridge
Die alte Blenheim Bridge ist eine gedeckte Brücke im Schoharie County im Bundesstaat New York in den Vereinigten Staaten. Mit einer Spannweite von 210 Fuß (ca. 64 m) gehörte sie zu den gedeckten Brücken mit den größten Spannweiten der Welt. Eine Brücke mit ähnlich großer Spannweite ist die Bridgeport Covered Bridge im Nevada County in Kalifornien.
Die Blenheim Bridge wurde vom Hurrikan Irene (2011) zerstört, aber wieder aufgebaut.

## Geschichte
Die Brücke wurde durch eine private Gesellschaft, die Blenheim Bridge Company, gebaut und diente einer Gerberei in Blenheim zum Transport von Hemlock-Rinde aus dem Wald am anderen Flussufer zum Betrieb. Sie wurde von Nicholas Montgomery Powers aus Vermont zu einem Preis von 6000 US-Dollar gebaut und 1855 fertiggestellt. Sie wurde vollständig an Land abgebunden und danach mithilfe eines Lehrgerüstes über dem Fluss errichtet.
Die Brücke wurde bis 1891 als Mautbrücke betrieben – eine Überfahrt kostete 12 Cents, Fußgänger kosteten ein Cent. Ein besonders heftiges Hochwasser spülte im Frühjahr 1869 eine Rinne über die westliche Zufahrt aus, sodass eine Vorbrücke nötig wurde. Diese wurde 1887 und 1895 erneuert, wobei die ersten beiden Vorbrücken aus Holz waren. Die letzte war ein Stahlfachwerkträger, der 1930 durch Eisgang zerstört wurde. Eine neue Brücke mit Fachwerkträgern wurde gebaut und 1932 eröffnet, die alte Brücke sollte abgebrochen werden. Nachdem sich die Bevölkerung gegen den Abbruch gewehrt hatte, blieb die alte Holzbrücke als Denkmal erhalten, die beschädigte Vorbrücke wurde aber abgebrochen, sodass die Brücke vom Ostufer ins Nichts führte. 1953 musste das östliche Widerlager der Brücke saniert und das Bachbett vertieft werden. 1964 wurde die Brücke zum National Historic Landmark erklärt und 1983 in die Liste der Historic Civil Engineering Landmarks aufgenommen.
Am 28. August 2011 wurde die über 150 Jahre alte Brücke durch die vom Hurrikan Irene verursachten reißenden Fluten flussabwärts gespült und zerstört. Die lokale Bevölkerung barg die übrig gebliebenen Teile und sammelte Geld für den Wiederaufbau, der mit Bundeshilfe möglich wurde. Die neue Brücke wurde am 29. Juni 2018 eingeweiht.

## Bauwerk
Die Brücke hat einen etwas eigenwilligen Aufbau: in der Mitte des Überbaus befindet sich ein massiver Bogen, der als Haupttragwerk dient. Links und rechts dieses Bogens befindet sich je eine Fahrbahn, sodass die Brücke eine Art zweiläufige (engl. double-barrel) oder zwei-tunnelige (engl. double-tunnel) Brücke ist – eine Bauweise, die früher auch bei anderen Brücken verwendet wurde, aber die Blenheim Bridge scheint die letzte Brücke dieser Art zu sein. Der als Hauptträger dienende Bogen ist nach einem Patent von Stephen Harriman Long in einen Fachwerkträger mit Pfosten und Streben integriert, wobei die einzelnen Elemente wie beim Bauwerk von 1855 mit Schrauben miteinander verbunden sind. Der größte Teil des Brücke von 1855 bestand aus Virginia-Kiefer, der Hauptträger war Eiche.